# Enter the Ninja
Enter the Ninja is een Amerikaanse martialartsfilm uit 1981 onder regie van Menahem Golan. Het is een eerste deel van een serie die werd vervolgd met Revenge of the Ninja in 1983 en Ninja III: The Domination in 1984. Verhaaltechnisch hebben de drie films niets met elkaar te maken, maar in alle drie heeft Shô Kosugi een omvangrijke rol als ninja.

## Verhaal
Na in Japan in de leer te zijn geweest bij Meester Komori (Dale Ishimoto), slaagt Cole (Franco Nero) glansrijk voor alle tests en mag hij zich als enige niet-oosterling een ninja noemen. Al zijn medestudenten betuigen hem hun respect behalve Hasagawa (Shô Kosugi). Hij komt uit een geslacht van Japanse strijders en vindt het belachelijk dat een westerling zich in één adem ninja mag noemen.
Na afscheid genomen te hebben van Komori, neemt Cole het vliegtuig naar de Filipijnen om daar vriend Frank Landers (Alex Courtney) op te zoeken. Cole diende samen met hem voor het Amerikaanse leger in Angola en heeft mede dankzij hem die strijd overleefd. Frank bezit een plantage in het Aziatische land, die hij samen met zijn kersverse echtgenote Mary-Ann (Susan George) bestiert. Het gaat slecht met Frank. Hij en zijn arbeiders worden op zijn land stelselmatig lastiggevallen door manschappen van grootindustrieel Charles Venarius (Christopher George). Die wil Franks land opkopen. Frank weigert dit waarna Venarius Franks zaken op agressieve wijze wil saboteren totdat hij toegeeft. Door zijn zorgen besteedt Frank tegenwoordig meer tijd aan de drankfles dan aan zijn land. Cole besluit hem te helpen.
Wanneer Venarius' mannetje Siegfried 'The Hook' Schultz (Zachi Noy) met zijn mannen langskomt om Franks eerder nog niet verjaagde arbeiders in elkaar te slaan, bemoeit Cole zich ermee. Een veelvoud van aanvallers maakt geen schijn van kans tegen de mate waarin hij het ninjutsu beheerst. Schultz brengt verslag uit van Franks nieuwe kompaan bij Venarius en zijn rechterhand Mr. Parker (Constantine Gregory) en krijgt keer op keer nieuwe mannen mee. Tegen Cole blijkt geen van allen opgewassen.
Venarius ontslaat Schultz omdat die geen resultaten boekt en vraagt Parker het probleem met Cole eigenhandig op te lossen. Die nodigt Frank en Cole uit voor een gesprek en wil hen zo een hinderlaag van twintig verscholen, bewapende mannen in laten lopen. Wanneer ze voor Parker verschijnen, heeft Cole veertien manschappen al doorzien en onschadelijk gemaakt. De overige zes die Parker laat aanvallen, maken geen schijn van kans. Parker heeft niettemin doorzien dat Cole een ninja is, hoewel dat ambacht officieel niet meer bestaat sinds eind 19e eeuw. Daarom vliegt hij samen met Venarius naar Japan om te proberen Cole's evenknie te vinden. Ze komen uit bij Komori, die ze wijsmaken dat ze een ninja zoeken voor een goede zaak. Komori stuurt daarom zijn beste man mee, Hasagawa.
Terwijl Cole in het kantoorgebouw van Venarius rondsnuffelt, ziet hij op videobeelden dat die Hasagawa het land heeft binnengebracht. Wanneer hij terug naar huis keert, blijkt Frank door Hasagawa vermoord te zijn en Mary-Ann verdwenen. Daarom trekt Cole zijn ninja-uitrusting aan en gaat hij naar Venarius om zijn vriend te wreken en Mary-Ann te bevrijden. Hiervoor moet hij ook langs Hasagawa, voor wie de confrontatie met Cole het hoofddoel is.

## Rolverdeling
| Acteur              | Personage                    |
| ------------------- | ---------------------------- |
| Franco Nero         | Cole                         |
| Susan George        | Mary-Ann Landers             |
| Shô Kosugi          | Hasagawa                     |
| Christopher George  | Charles Venarius             |
| Alex Courtney       | Frank Landers                |
| Will Hare           | Dollars                      |
| Zachi Noy           | Siegfried 'The Hook' Schultz |
| Constantine Gregory | Mr. Parker                   |
| Dale Ishimoto       | Meester Komori               |
| Joonee Gamboa       | Mr. Mesuda                   |
| Leo Martinez        | Pee Wee                      |
| Ken Metcalfe        | Elliot                       |
| Subas Herrero       | Alberto                      |